# Grangeopsis perrieri
Grangeopsis es un género monotípico de plantas con flores perteneciente a familia  Asteraceae, el género incluye solamente una especie, Grangeopsis perrieri. Es originaria de Madagascar, donde se distribuye por las provincias de Antananarivo, Mahajanga y Toliara.

## Taxonomía
Grangeopsis perrieri fue descrita por Jean-Henri Humbert y publicado en Mémoires de la Société Linnéenne de Normandie 25: 34–35 (f. 1–7), 170, 281. 1923.